# The Model
The Model (Brasil: Top Model ) é um filme de drama e suspense dinamarquês de 2016 dirigido por Mads Matthiesen e escrito por Matthiesen, Martin Zandvliet e Anders August. O filme é estrelado por Maria Palm e Ed Skrein.

## Sinopse
Uma jovem modelo dinamarquesa chamada Emma está lutando por uma inovação no mundo da moda parisiense. Sua jornada ao centro da cidade da moda, Paris, e a vida glamourosa como top model se transformam em um verdadeiro drama, quando Emma conhece o atraente e um pouco mais velho fotógrafo de moda Shane White. Emma começa a amar seu estilo de vida, e com Shane ao seu lado, as portas da indústria da moda começam a se abrir. Mas logo Emma descobre que o amor também tem facetas sombrias, e seus sonhos são desafiados por Shane e por um lado sombrio inesperado dela mesma.

## Elenco
- Maria Palm como Emma
- Ed Skrein como Shane White
- Yvonnick Muller como André
- Dominic Allburn como Sebastian
- Virgile Bramly como Marcel
- Thierry Hancisse como Bernard
- Marco Ilsø como Frederik

## Recepção
The Model recebeu críticas mistas dos críticos. No agregador de críticas Rotten Tomatoes, o filme tem uma avaliação de 71%, baseada em sete resenhas, com uma avaliação média de 5,87/10. Metacritic dá ao filme uma pontuação de 58 em 100, com base em seis críticos, indicando "críticas mistas ou médias".
As principais críticas ao filme foram sua narrativa, principalmente o desenvolvimento do enredo, e a falta de desenvolvimento da personagem. Variety afirmou: "O roteiro de Matthiessen e co-escritores Martin Pieter Zandvliet e Anders Frithiof August é convincente até o ato final melodramático e tenso de credulidade, embora os personagens, além de Emma, se sintam subdesenvolvidos". Neil Genzlinger do The New York Times escreveu: "Os corpos são magros no filme dinamarquês e assim é o enredo, embora a modelo da vida real que desempenha o papel principal se comporta bem o suficiente".